# Beatrice Heuser

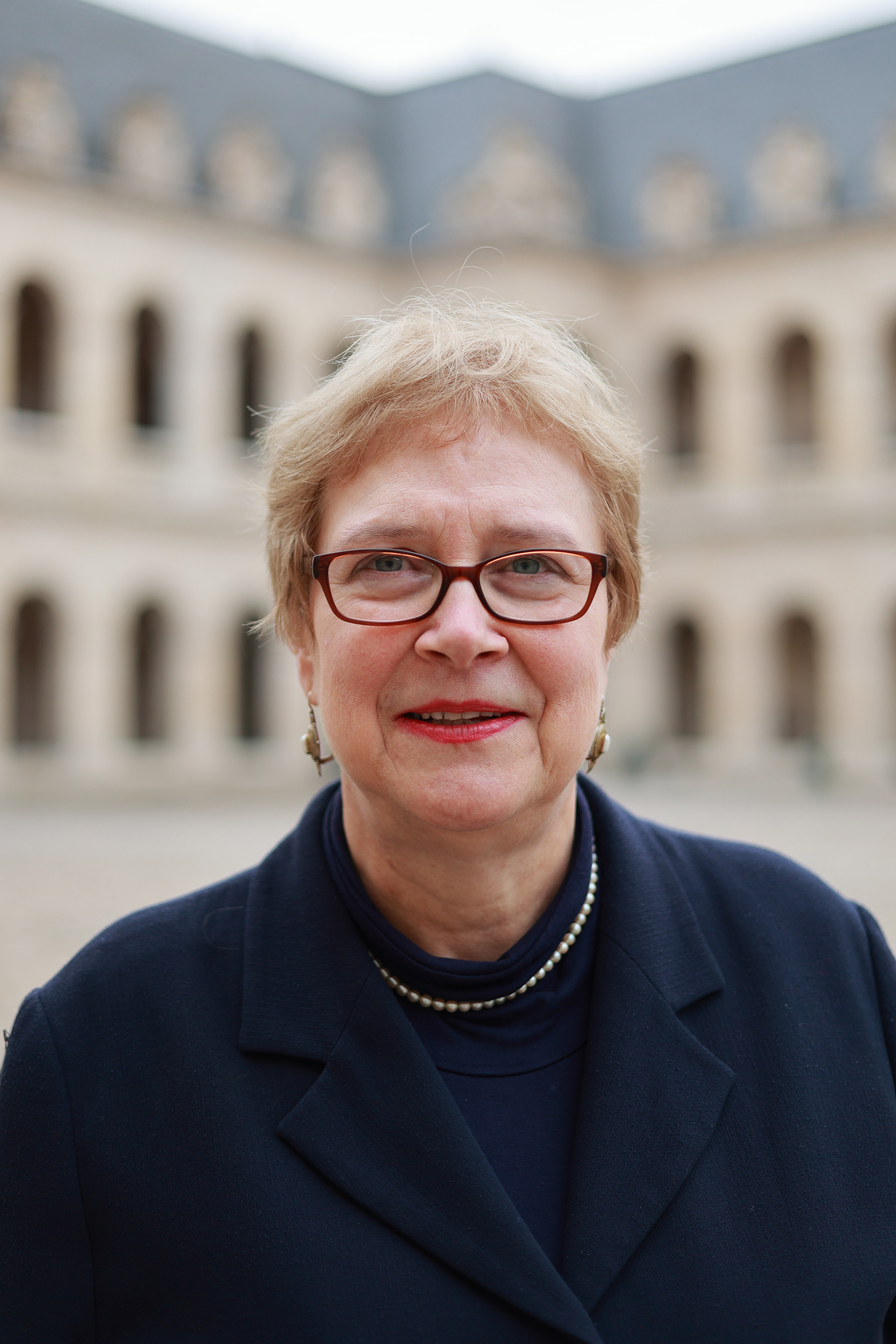
Beatrice Heuser, 2023

Beatrice Heuser (* 15. März 1961 in Bangkok) ist Historiker und Politikwissenschaftler. Von 2000 bis 2003 war sie Professor für Internationale Beziehungen und Strategische Studien am Department of War Studies, King’s College London und von 2003 bis 2005 Forschungsdirektorin am Militärgeschichtlichen Forschungsamt (MGFA) in Potsdam. Von 2007 bis 2017 war sie Professor für Internationale Beziehungen an der University of Reading, von 2017 bis 2024 Inhaberin des ersten Lehrstuhls für Internationale Beziehungen an der University of Glasgow.

## Leben
Heuser wurde 1961 als Tochter eines Dozenten an der Chulalongkorn-Universität und einer Ärztin in Bangkok, Thailand geboren. Sie besuchte von 1975 bis 1978 die Deutsche Schule Istanbul, wo sie 1978 ihr Abitur absolvierte. Sie hat von 1978 bis 1982 Geschichte am Bedford College und der London School of Economics and Political Science an der Universität London (B.A. Hons. in History, M.A. in International History) sowie von 1983 bis 1985 am St Antony’s College und von 1985 bis 1987 am St John’s College der University of Oxford studiert. Heuser erwarb 1987 bei Michael Howard und Richard Kindersley einen D.Phil. (Thesis: Yugoslavia in Western Cold War policies, 1948–1953). 1982/83 studierte sie zwischenzeitlich Chemie und Pharmazie an der Rheinischen Friedrich-Wilhelms-Universität Bonn.
1988/89 war sie für die Stiftung Wissenschaft und Politik (SWP) und von 1989 bis 1991 als SSRC-MacArthur Foundation postdoctoral Fellow in International Peace and Security für das Royal Institute of International Affairs in London tätig. 1991 unterrichtete sie an der Universität Reims (Frankreich). Anschließend war Heuser erst Lecturer und von 2000 bis 2003 Professor für International and Strategic Studies am Department of War Studies, King’s College London. 1996 habilitierte sie sich in Neuer Geschichte zum Thema Nuklearstrategie an der Philipps-Universität Marburg/Lahn. Die Arbeit wurde u. a. durch das Deutsche Historische Institut Paris unterstützt; der Historiker Peter Krüger begleitete sie in Marburg. Von 1995 bis 1997 war sie für das Verteidigungsministerium des Vereinigten Königreichs, 1995/96 für die Europäische Kommission und 1997/98 für die NATO (während des Kosovokrieges) in Brüssel als Consultant tätig. Von 1998 bis 2001 war sie sachkundige Beraterin des UK House of Commons Defence Committee.
Von 2003 bis 2005 war sie Forschungsdirektorin am Militärgeschichtlichen Forschungsamt (MGFA) in Potsdam, wo sie auch Mitherausgeberin der Militärgeschichtlichen Zeitschrift (2003–2009) wurde. Ende 2005 verließ sie auf eigenen Wunsch das MGFA. 2004/05 lehrte sie an der Universität Potsdam und von 2005 bis 2007 an der Universität der Bundeswehr München in Neubiberg. Von 2011 bis 2012 war Heuser Gastprofessorin an der Universität Paris VIII (St Denis) und 2012 an der Universität Paris IV (Sorbonne). 2017 war sie erneut Gastprofessor auf einem Lehrstuhl der Exzellenz an der Sorbonne und im ersten Halbjahr 2018 hielt sie die Vincent Wright Gastprofessor für britische Wissenschaftler an Sciences Po' Paris.  2020–2022 hatte sie die Jeff Grey Visiting Professorship inne an der Australischen Verteidigungsakademie (Australian Defence College).
Heusers Forschungsschwerpunkte liegen im Bereich der Strategischen Studien, insbesondere Nuklearstrategie, strategische Theorie und strategische Kultur, asymmetrische Kriege und Aufstandsbekämpfung (Counterinsurgency, COIN), der transatlantischen Beziehungen sowie der Verteidigungspolitik Deutschlands, Frankreichs und Großbritanniens. Ferner gilt sie als ausgewiesene Clausewitz-Expertin. Sie war im wissenschaftlichen Beirat des durch Jean Baechler betreuten Forschungsprojektes „Guerre et Société“ an der Académie des sciences morales et politiques, und Mitglied der Forschergruppe „Frontières“ um Lori Maguire und Bertrand van Ruymbeke an der Universität Paris VIII (St Denis). Sie gehörte der Editorial Boards der Zeitschrift Cold War History (seit 1998), des RUSI Journal (seit 2004) und des Journal of Strategic Studies (seit 2005) an. Weitere beratende Tätigkeiten nimmt/nahm sie für das Haus der Geschichte (seit 2004), das Institut für Zeitgeschichte (2004–2011), die Clausewitz-Gesellschaft (2004–2013) und das AlliiertenMuseum (1997–2003) wahr. Von 2004 bis 2012 war sie Mitglied der Gemeinsamen Kommission für die Erforschung der jüngeren Geschichte der deutsch-russischen Beziehungen. Weiter war sie Mitglied des Board of Trustee des Zentrums für Zeithistorische Forschung (ZZF) in Potsdam. Sie ist Senior Associate Fellow des Royal United Services Institution (RUSI) und ist im Präsidium des Wissenschaftlichen Beirats des Heeresgeschichtlichen Museums Wien. Sie ist ehrenamtlich Distinguished Professor des Centre for Security, Diplomacy and Strategy an der Brussels School of Governance der Freien Universität Brüssel.

## Schriften (Auswahl)
Monographien
- War: A Genealogy of Western Ideas and Practices (Oxford: Oxford University Press, 2022), ISBN 978-0-19-879689-3.
- Brexit in History. Sovereignty or a European Union? (London: Hurst 2019), ISBN 978-1-78738-126-1.
- Strategy since Clausewitz: Linking Warfare and Statecraft, 1400–1830 (Abingdon: Routledge, 2017), ISBN 978-1-138-29091-4.
- Rebellen, Partisanen, Guerilleros: Asymmetrische Kriege von der Antike bis heute (Paderborn: Ferdinand Schöningh, 2010), ISBN 978-3-506-77605-1.
- Den Krieg Denken: Die Entwicklung der Strategie seit der Antike (Paderborn: Ferdinand Schöningh, 2010), ISBN 978-3-506-76832-2, in Englisch erschienen als  The Evolution of Strategy from Antiquity to the Present (Cambridge: Polity, 2010); in Französisch als Penser la Guerre (Paris: Picard, 2013).
- Clausewitz lesen! (München: Oldenbourg, 2005), in Englisch erschienen als Reading Clausewitz (London: Pimlico, 2002), ISBN 3-486-57743-3.
- The Bomb: Nuclear Weapons in their Historical, Strategic and Ethical Context. In the series: Turning Points in History (London: Longman’s, 1999).
- Nuclear Mentalities? Strategies and Belief Systems in Britain, France and the FRG (London: Macmillan, 1998).
- NATO, Britain, France and the FRG: Nuclear Strategies and Forces for Europe, 1949–2000 (London: Macmillan, 1997).
- Transatlantic Relations: Sharing Ideals and Costs Chatham House Paper (London: Pinter for RIIA, 1996).
- Western Containment Policies in the Cold War. The Yugoslav Case, 1948–1953 (London & New York: Routledge, 1989).
- Den Krieg denken. Die Entwicklung der Strategie seit der Antike. Schöningh, Paderborn 2010, ISBN 978-3-506-76832-2.
- Rebellen, Partisanen, Guerilleros. Asymmetrische Kriege von der Antike bis heute. Schöningh, Paderborn 2013, ISBN 978-3-506-77605-1.

Herausgeberschaften
- (mit Isabelle Davion): Batailles - Histoire des grandes mythes nationaux (Paris: Belin, 2020); ISBN 978-2-410-01696-3.
- (mit Athena Leoussi): Famous Battles and How They Shaped the Modern World vol 1: From Troy to Courtrai, 1200 BC-1302 AD (Barnsley, Yorkshire: Pen & Sword, 2018); ISBN 978-1-4738-9373-3.
- (mit Athena Leoussi): Famous Battles and How They Shaped the Modern World vol. 2: From the Armada to Stalingrad, 1588-1943 (Barnsley, Yorkshire: Pen & Sword, 2018); ISBN 978-1-5267-2741-1.
- (mit Tormod Heier & Guillaume Lasconjarias) Military Exercises: Political Messaging and Strategic Impact, NATO Forum Paper n°26, (Rome, NATO Defence College, April 2018), 396 p.; ISBN 978-88-96898-20-8; http://www.ndc.nato.int/download/downloads.php?icode=546
- (mit Eitan Shamir): Insurgencies and Counterinsurgencies: National Styles and Strategic Cultures (Cambridge : Cambridge University Press, 2017).
- Small Wars and Insurgencies in Theory and Practice, 1500–1850 (Abingdon: Routledge, 2015).
- The Strategy Makers: Thoughts on War and Society from Machiavelli to Clausewitz (Santa Barbara: Praeger-ABC Clio, 2010).
- Carl von Clausewitz: On War. Abridged edition in the series Oxford Classics (Oxford University Press, 2006).
- (mit Anja Victorine Hartmann): Thinking War, Peace and World Orders from Antiquity until the 20th century (London: Routledge, 2001).
- (mit Cyril Buffet): Haunted by History: Myths in International Relations (Oxford: Berghahn, 1998).
- (mit Robert J. O’Neill): Securing Peace in Europe, 1945–62: Thoughts for the Post-Cold War Era (London: Macmillan, 1992).
- Nuclear Weapons and the Future of European Security, London Defence Studies No. 8 (1991).

Podcasts
Talking Strategy 